# Патінський канал
Патінський канал (словац. Patinský kanál) — канал; впадає в Дунай, протікає в окрузі Комарно.
Довжина приблизно 22.3-23.8 км. Витік знаходиться в Дунайській рівнині — відалуження від старого русла Нітри на висоті 108 метрів.
Протікає територією сіл Мартовце; Святий Петер; Іжа; Хотин; Марцелова; Патінце і міст Гурбаново та Комарно.
Впадає в Дунай на висоті 104 метри.